# Stazione di Creggio
La stazione di Creggio della Società Subalpina Imprese Ferroviarie (SSIF) è una fermata ferroviaria della ferrovia Locarno-Domodossola ("Vigezzina").

## Strutture e impianti
La stazione è composta da una banchina in piastrelle e un minuscolo fabbricato viaggiatori.